# Низовцева, Алла Афанасьевна
Алла Афанасьевна Низовцева (1 октября 1930 — 31 января 2013) — исполняющая обязанности председателя ЦРК КПСС.

## Биография
Была вторым, первым секретарём Красногвардейского районного комитета коммунистической партии в Москве; курировала образование и медицину. Затем являлась помощницей Б. Н. Ельцина, секретарём московского городского комитета КПСС.
25 февраля 1986 года избрана членом, с 6 марта 1986 года до 9 июля 1990 года заместитель председателя, одновременно после ухода на пенсию И. В. Капитонова с октября 1988 года исполняющая обязанности председателя Центральной ревизионной комиссии КПСС.
После распада СССР работала в коммерческих банках, с 1995 года в «Промрадтехбанке» генеральным менеджером в управлении по работе с клиентами, c 2000 года в банке «КредитТраст» президентом и в «Инвестторгбанке» вице-президентом по связям с общественностью.
Умерла 31 января 2013 года. Похоронена в Москве на Котляковском кладбище.